# Ядерна енергетика Куби
На Кубі є лише одна атомна електростанція в Юрагуа, оснащена двома реакторами ВВЕР по 417 МВт кожен радянської розробки, робота над якими була перервана в 1995 році через фінансові труднощі, коли було завершено 75% цивільної частини і 90% для реакторних корпусів.

## Історія

### Витоки
Кубинський інтерес до мирного використання атомної енергії почався в 1956 році, коли між Кубою та Сполученими Штатами було підписано угоду про співпрацю щодо цивільного використання атомної енергії. Ця угода означала можливість подальшого співробітництва двох держав у сфері проектування, будівництва та експлуатації атомних електростанцій. Цю угоду було досягнуто під час тодішнього президента Куби Фульхенсіо Батисти, пізніше скинутого кубинською революцією в 1959 році. Угода була фактично анульована під час кубинської ракетної кризи в жовтні 1962 року.

#### Угода з Радянським Союзом
У 1967 між СРСР і Кубою були укладені угоди про надання Кубі дослідницького реактора для експериментальних і навчальних цілей, а також про допомогу в установці та експлуатації ядерних установок. У 1975 р. СРСР і Куба підписали угоди про «Співробітництво в галузі мирного використання атомної енергії» і «Встановлення прямого науково-технічного співробітництва в галузі використання атомної енергії».
У 1976 році було підписано угоду про будівництво чотирьох енергоблоків з реакторами типу ВВЕР-440/318 валовою потужністю 440 МВт кожен. АЕС мала бути розташована в південній частині провінції Сьєнфуегос.
Кубинська ядерна програма передбачала будівництво до дванадцяти ядерних реакторів на території Куби. Чотири на АЕС Юрагуа по 440 МВт кожен, чотири на АЕС Ольґуїн на сході острова, також по 440 МВт кожен, і ще чотири потужністю від 440 до 1000 МВт на захід від Гавани в Пуерто-Есперанса.
Невелике місто Сьюдад Нуклеар було частково побудоване неподалік Юрагуа і відкрито в 1982 році. Після розпаду Радянського Союзу проект було призупинено в 1992 році після того, як було витрачено 1,1 мільярда доларів.

### Подальший розвиток
У 1996 році Куба і Росія обговорювали його відновлення, і Куба також безуспішно шукала інших партнерів. У 2000 році дві країни відмовилися від проекту. Реактори мали бути В-318 на базі В-213 з повною захисною оболонкою. Siemens повинен був надати системи контролю та управління. Було поставлено перший реактор і встановлено 37% обладнання, а цивільне будівництво в основному завершено. Головна турбіна була використана в іншому місці.
У вересні 2016 року «Росатом» підписав нову угоду з Кубою, яка створює «правову базу для подальшого двостороннього співробітництва в цивільній атомній енергетиці». Сфера діяльності включала: «Медицина та радіаційні технології; підготовка ядерних спеціалістів; фундаментальні та прикладні дослідження, поводження з радіоактивними відходами».

## Перелік реакторів
| Назва            | Блок №. | Реактор | Реактор      | Статус       | Чиста потужність (MW) | Початок будівництва | Комерційне використання | Закриття       |
| Назва            | Блок №. | Тип     | Модель       | Статус       | Чиста потужність (MW) | Початок будівництва | Комерційне використання | Закриття       |
| ---------------- | ------- | ------- | ------------ | ------------ | --------------------- | ------------------- | ----------------------- | -------------- |
| Юрагуа           | 1       | PWR     | ВВЕР-440/318 | Незавершений | 440                   | 1983                |                         | 5 вересня 1992 |
| Юрагуа           | 2       | PWR     | ВВЕР-440/318 | Незавершений | 408                   | 1985                |                         | 5 вересня 1992 |
| Юрагуа           | 3       | PWR     | ВВЕР-440/318 | Не будувався | 408                   |                     |                         |                |
| Юрагуа           | 4       | PWR     | ВВЕР-440/318 | Не будувався | 408                   |                     |                         |                |
| Ольґуїн          | 1       | PWR     | ВВЕР-440/318 | Не будувався | 440                   |                     |                         |                |
| Ольґуїн          | 2       | PWR     | ВВЕР-440/318 | Не будувався | 408                   |                     |                         |                |
| Ольґуїн          | 3       | PWR     | ВВЕР-440/318 | Не будувався | 408                   |                     |                         |                |
| Ольґуїн          | 4       | PWR     | ВВЕР-440/318 | Не будувався | 408                   |                     |                         |                |
| Пуерто Есперанса | 1       | PWR     | ВВЕР-1000    | Не будувався | 950                   |                     |                         |                |
| Пуерто Есперанса | 2       | PWR     | ВВЕР-1000    | Не будувався | 950                   |                     |                         |                |
| Пуерто Есперанса | 3       | PWR     | ВВЕР-1000    | Не будувався | 950                   |                     |                         |                |
| Пуерто Есперанса | 4       | PWR     | ВВЕР-1000    | Не будувався | 950                   |                     |                         |                |

## Зовнішні посилання
- IAEA - Nuclear Power Reactors in the World, 2012 edition (PDF) (англ.).
- (англ.) База даних усіх реакторів світу